# 한광호
한광호(1973년 7월 1일~)는 대한민국의 기계 체조 선수로, 1992년 하계 올림픽에 참가했다.